# 신사고 운동
신사고 운동(新思考 運動, 영어: New Thought, Higher Thought)은 19세기 미국에서 시작된 치료목적의 신흥 종교 운동이다. 범신론적 경향을 특징으로 한다.
신사고에는 매우 단순한 메시지가 두 가지 있다. 사람들은 그 내면 깊숙한 곳에 엄청난 힘을 지니고 있다는 것이다. 부정적인 생각을 떨쳐버리면 이런 힘의 문을 열 수 있다는 것이다.
이것을 처음 부르짖은 사람은 피니어스 P. 큄비(1802~1866)로 알려져 있다. 그는 최면술사로, 질병은 마음의 문제라는 견해로 정신요법과 건강의 생각을 발전시킨 신사고 운동의 아버지다.

## 같이 보기
- 신격화
- 관념론
- 주술적 사고
- 내재신론
- 번영신학
- 보편주의